# 上古卷轴V：天际·炉火
《上古卷轴V：天际·炉火》是《上古卷轴V：天际》的第二个官方追加下载内容（DLC）。游戏由贝塞斯达游戏工作室开发设计和贝塞斯达软件公司发行。游戏于2012年9月4日在微软的Xbox 360平台首发。接着Windows版于2012年10月5日发行了。最后PlayStation 3版分别于2013年2月12日和13日在北美和欧洲发行。
在《炉火》里，玩家将被能够打造属于自己的家庭，如添加家庭成员以及抚养孩子成长。玩家也能建造一些独立的房屋，如诊疗所、图书馆、炼丹室、马车库等。除此之外，玩家也可以选择体验园艺，还有聘请管家来帮忙管理家务。